# Colombe Jacobsen-Derstine
Colombe Jacobsen-Derstine; geborene Colombe Jacobsen (* 21. Dezember 1979 in Chicago, Illinois) ist eine US-amerikanische Schauspielerin, Fernsehköchin, Kochlehrerin, Ernährungsberaterin, Chefköchin sowie Yoga- und Fitnesstrainerin.

## Leben und Karriere
Die in Chicago im US-Bundesstaat geborene Jacobsen begann anfangs eine Karriere als Kinderdarstellerin, wo sie unter anderem im Film Der Durchstarter im Jahre 1993 ihr Filmdebüt gab. Bereits im darauffolgenden Jahr war sie als Eishockeyspielerin in Mighty Ducks II – Das Superteam kehrt zurück und im Jahre 1996 in gleicher Rolle in Mighty Ducks 3 – Jetzt mischen sie die Highschool auf zu sehen. Während einer längeren und mehrere Jahre dauernden Schauspielpause besuchte sie die Natural Gourmet Cooking School in New York, wo sie im Jahre 2004 ihren Abschluss machte. Während ihrer Kochausbildung wurde sie in weiteren Filmen als Schauspielerin gebucht und war dabei im Jahre 2002 in Men in Black II und Moonlight Mile sowie im Jahre 2003 in Searching for Haizmann zu sehen. Noch vor ihrer Zeit an der Natural Gourmet Cooking School besuchte Jacobsen das Sarah Lawrence College, an dem sie 2000 ihren Abschluss machte. Nach einer abermals kurzen Schaffenspause als Schauspielerin kehrte sie im Jahre 2007 zurück auf die Bildschirme und war dabei in den Filmen Descent und The Living Wake zu sehen. Des Weiteren schaffte sie es in diesem Jahr auch ins Finale der dritten Staffel der US-amerikanischen Kochshow The Next Food Network Star, wo sie allerdings in der dritten Runde gegen ihre Konkurrenten ausschied.
Daneben ist Colombe Jacobsen-Destine, deren Mutter im französischen Weinbaugebiet Burgund lebt, heute als Kochlehrerin tätig und gibt regelmäßig Kochvorführungen und -kurse in einem Pavillon des New York Botanical Garden im New Yorker Stadtteil Bronx. Außerdem organisiert sie im New Yorker Stadtteil Harlem Kochkurse für Kinder, an denen sie zumeist auch persönlich teilnimmt. Sie selbst wohnt in der Lower East Side, einer bekannten Wohngegend auf Manhattan. Weiters gibt sie regelmäßig Fitnesskurse im Exhale Spa, welches verschiedene Sitze in den Vereinigten Staaten hat, aber ebenfalls auch auf Manhattan zu finden ist. Außerdem arbeitete Jacobsen-Destine, die vor allem die mediterrane Küche bevorzugt, bereits mit einigen bekannten Köchen aber auch Firmen, wie zum Beispiel der Firma Sabra mit Sitz in Queens, zusammen.

## Filmografie
- 1993: Der Durchstarter (Rookie of the Year)
- 1994: Mighty Ducks II – Das Superteam kehrt zurück (D2: The Mighty Ducks)
- 1996: Mighty Ducks 3 – Jetzt mischen sie die Highschool (D3: The Mighty Ducks)
- 2002: Men in Black II
- 2002: Moonlight Mile
- 2003: Searching for Haizmann
- 2007: Descent
- 2007: The Living Wake
- 2007: The Next Food Network Star
- 2014: Kiss the Cook – So schmeckt das Leben! (Chef)